# Robert Palmer/Diskografie
Diese Diskografie ist eine Übersicht über die musikalischen Werke des britischen Popmusikers Robert Palmer. Den Schallplattenauszeichnungen zufolge hat er bisher mehr als 7,7 Millionen Tonträger verkauft, davon alleine in seiner Heimat über 1,4 Millionen. Seine erfolgreichste Veröffentlichung ist das Studioalbum Riptide mit über 2,4 Millionen verkauften Einheiten.

## Alben

### Studioalben
| Jahr | Titel                             | Höchstplatzierung, Gesamtwochen, AuszeichnungChartplatzierungen (Jahr, Titel, Platzierungen, Wochen, Auszeichnungen, Anmerkungen) | Höchstplatzierung, Gesamtwochen, AuszeichnungChartplatzierungen (Jahr, Titel, Platzierungen, Wochen, Auszeichnungen, Anmerkungen) | Höchstplatzierung, Gesamtwochen, AuszeichnungChartplatzierungen (Jahr, Titel, Platzierungen, Wochen, Auszeichnungen, Anmerkungen) | Höchstplatzierung, Gesamtwochen, AuszeichnungChartplatzierungen (Jahr, Titel, Platzierungen, Wochen, Auszeichnungen, Anmerkungen) | Höchstplatzierung, Gesamtwochen, AuszeichnungChartplatzierungen (Jahr, Titel, Platzierungen, Wochen, Auszeichnungen, Anmerkungen) | Anmerkungen                              |
| Jahr | Titel                             | DE | AT | CH | UK | US | Anmerkungen                              |
| ---- | --------------------------------- | --- | --- | --- | --- | --- | ---------------------------------------- |
| 1974 | Sneakin’ Sally Through the Alley  | — | — | — | — | US107 (15 Wo.)US | Erstveröffentlichung: September 1974     |
| 1975 | Pressure Drop                     | — | — | — | — | US136 (8 Wo.)US | Erstveröffentlichung: November 1975      |
| 1976 | Some People Can Do What They Like | — | — | — | UK46 (1 Wo.)UK | US68 (16 Wo.)US | Erstveröffentlichung: Oktober 1976       |
| 1978 | Double Fun                        | — | — | — | — | US45 (25 Wo.)US | Erstveröffentlichung: März 1978          |
| 1979 | Secrets                           | — | — | — | UK54 (4 Wo.)UK | US19 (24 Wo.)US | Erstveröffentlichung: Juni 1979          |
| 1980 | Clues                             | DE6 Gold · (44 Wo.)DE | — | — | UK31 (8 Wo.)UK | US59 (17 Wo.)US | Erstveröffentlichung: 26. September 1980 |
| 1983 | Pride                             | DE35 (7 Wo.)DE | — | — | UK37 (9 Wo.)UK | US112 (19 Wo.)US | Erstveröffentlichung: März 1983          |
| 1985 | Riptide                           | — | — | — | UK5 Gold · (37 Wo.)UK | US8 ×2Doppelplatin · (90 Wo.)US                                                                                                   | Erstveröffentlichung: November 1985      |
| 1988 | Heavy Nova                        | DE50 (4 Wo.)DE | — | — | UK17 Gold · (25 Wo.)UK | US13 Platin · (44 Wo.)US | Erstveröffentlichung: 22. Juni 1988      |
| 1990 | Don’t Explain                     | DE40 (23 Wo.)DE | AT17 (10 Wo.)AT | — | UK9 Gold · (20 Wo.)UK | US88 (28 Wo.)US | Erstveröffentlichung: 5. November 1990   |
| 1992 | Ridin’ High                       | — | — | — | UK32 (3 Wo.)UK | US173 (1 Wo.)US | Erstveröffentlichung: 20. Oktober 1992   |
| 1994 | Honey                             | DE76 (5 Wo.)DE | — | — | UK25 (4 Wo.)UK | — | Erstveröffentlichung: 20. September 1994 |
| 1999 | Rhythm & Blues                    | — | — | — | — | — | Erstveröffentlichung: April 1999         |
| 2003 | Drive                             | — | — | — | — | — | Erstveröffentlichung: 12. Mai 2003       |

grau schraffiert: keine Chartdaten aus diesem Jahr verfügbar

### Gemeinschaftsalben
| Jahr | Titel             | Höchstplatzierung, Gesamtwochen, AuszeichnungChartplatzierungen (Jahr, Titel, Platzierungen, Wochen, Auszeichnungen, Anmerkungen) | Höchstplatzierung, Gesamtwochen, AuszeichnungChartplatzierungen (Jahr, Titel, Platzierungen, Wochen, Auszeichnungen, Anmerkungen) | Höchstplatzierung, Gesamtwochen, AuszeichnungChartplatzierungen (Jahr, Titel, Platzierungen, Wochen, Auszeichnungen, Anmerkungen) | Höchstplatzierung, Gesamtwochen, AuszeichnungChartplatzierungen (Jahr, Titel, Platzierungen, Wochen, Auszeichnungen, Anmerkungen) | Höchstplatzierung, Gesamtwochen, AuszeichnungChartplatzierungen (Jahr, Titel, Platzierungen, Wochen, Auszeichnungen, Anmerkungen) | Anmerkungen                                                                         |
| Jahr | Titel             | DE | AT | CH | UK | US | Anmerkungen                                                                         |
| ---- | ----------------- | --- | --- | --- | --- | --- | ----------------------------------------------------------------------------------- |
| 1985 | The Power Station | DE23 (16 Wo.)DE | — | CH16 (5 Wo.)CH | UK12 Gold · (23 Wo.)UK | US6 Platin · (44 Wo.)US | Erstveröffentlichung: 25. März 1985 mit John Taylor & Andy Taylor als Power Station |

Weitere Gemeinschaftsalben
- 1996: Living in Fear (mit John Taylor & Andy Taylor als Power Station)

### Livealben
| Jahr | Titel           | Höchstplatzierung, Gesamtwochen, AuszeichnungChartplatzierungen (Jahr, Titel, Platzierungen, Wochen, Auszeichnungen, Anmerkungen) | Höchstplatzierung, Gesamtwochen, AuszeichnungChartplatzierungen (Jahr, Titel, Platzierungen, Wochen, Auszeichnungen, Anmerkungen) | Höchstplatzierung, Gesamtwochen, AuszeichnungChartplatzierungen (Jahr, Titel, Platzierungen, Wochen, Auszeichnungen, Anmerkungen) | Höchstplatzierung, Gesamtwochen, AuszeichnungChartplatzierungen (Jahr, Titel, Platzierungen, Wochen, Auszeichnungen, Anmerkungen) | Höchstplatzierung, Gesamtwochen, AuszeichnungChartplatzierungen (Jahr, Titel, Platzierungen, Wochen, Auszeichnungen, Anmerkungen) | Anmerkungen                      |
| Jahr | Titel           | DE | AT | CH | UK | US | Anmerkungen                      |
| ---- | --------------- | --- | --- | --- | --- | --- | -------------------------------- |
| 1982 | Maybe It’s Live | — | — | — | UK32 (6 Wo.)UK | US148 (5 Wo.)US | Erstveröffentlichung: April 1982 |

grau schraffiert: keine Chartdaten aus diesem Jahr verfügbar
Weitere Livealben
- 2001: Live at the Apollo
- 2010: At the BBC

### Kompilationen
| Jahr | Titel                          | Höchstplatzierung, Gesamtwochen, AuszeichnungChartplatzierungen (Jahr, Titel, Platzierungen, Wochen, Auszeichnungen, Anmerkungen) | Höchstplatzierung, Gesamtwochen, AuszeichnungChartplatzierungen (Jahr, Titel, Platzierungen, Wochen, Auszeichnungen, Anmerkungen) | Höchstplatzierung, Gesamtwochen, AuszeichnungChartplatzierungen (Jahr, Titel, Platzierungen, Wochen, Auszeichnungen, Anmerkungen) | Höchstplatzierung, Gesamtwochen, AuszeichnungChartplatzierungen (Jahr, Titel, Platzierungen, Wochen, Auszeichnungen, Anmerkungen) | Höchstplatzierung, Gesamtwochen, AuszeichnungChartplatzierungen (Jahr, Titel, Platzierungen, Wochen, Auszeichnungen, Anmerkungen) | Anmerkungen                         |
| Jahr | Titel                          | DE | AT | CH | UK | US | Anmerkungen                         |
| ---- | ------------------------------ | --- | --- | --- | --- | --- | ----------------------------------- |
| 1989 | Addictions: Volume 1           | DE32 (12 Wo.)DE | — | — | UK7 Platin · (17 Wo.)UK | US79 Platin · (17 Wo.)US | Erstveröffentlichung: November 1989 |
| 1992 | Addictions: Volume 2           | — | — | — | UK12 Silber · (7 Wo.)UK | — | Erstveröffentlichung: März 1992     |
| 1995 | The Very Best of Robert Palmer | DE73 (8 Wo.)DE | — | — | UK4 Platin · (27 Wo.)UK | — | Erstveröffentlichung: Oktober 1995  |
| 2002 | At His Very Best               | — | — | — | UK38 Gold · (6 Wo.)UK | — | Erstveröffentlichung: Oktober 2002  |

Weitere Kompilationen
- 1998: Woke Up Laughing
- 2003: Johnny & Mary
- 1999: 20th Century Masters – The Millennium Collection: The Best of Robert Palmer
- 2002: Best of Both Worlds: The Robert Palmer Anthology (1974–2001)
- 2002: Some Guys Have All the Luck
- 2005: The Very Best of the Island Years
- 2006: Gold
- 2006: Best of Robert Palmer – Addicted to Love
- 2007: The Silver Collection
- 2016: Collected
- 2016: 5 Classic Albums

## Singles
| Jahr | Titel Album                                                 | Höchstplatzierung, Gesamtwochen, AuszeichnungChartplatzierungen (Jahr, Titel, Album, Platzierungen, Wochen, Auszeichnungen, Anmerkungen) | Höchstplatzierung, Gesamtwochen, AuszeichnungChartplatzierungen (Jahr, Titel, Album, Platzierungen, Wochen, Auszeichnungen, Anmerkungen) | Höchstplatzierung, Gesamtwochen, AuszeichnungChartplatzierungen (Jahr, Titel, Album, Platzierungen, Wochen, Auszeichnungen, Anmerkungen) | Höchstplatzierung, Gesamtwochen, AuszeichnungChartplatzierungen (Jahr, Titel, Album, Platzierungen, Wochen, Auszeichnungen, Anmerkungen) | Höchstplatzierung, Gesamtwochen, AuszeichnungChartplatzierungen (Jahr, Titel, Album, Platzierungen, Wochen, Auszeichnungen, Anmerkungen) | Anmerkungen                                                                     |
| Jahr | Titel Album                                                 | DE | AT | CH | UK | US | Anmerkungen                                                                     |
| ---- | ----------------------------------------------------------- | --- | --- | --- | --- | --- | ------------------------------------------------------------------------------- |
| 1976 | Man Smart (Woman Smarter) Some People Can Do What They Like | — | — | — | — | US63 (7 Wo.)US | Erstveröffentlichung: Oktober 1976                                              |
| 1978 | Every Kinda People Double Fun                               | — | — | — | UK53 (4 Wo.)UK | US16 (18 Wo.)US | Erstveröffentlichung: 10. März 1978                                             |
| 1978 | Best of Both Worlds Double Fun                              | DE36 (7 Wo.)DE | AT25 (4 Wo.)AT | — | — | — | Erstveröffentlichung: 21. Juli 1978                                             |
| 1979 | Bad Case of Loving You (Doctor, Doctor) Secrets             | — | — | — | UK61 (2 Wo.)UK | US14 (15 Wo.)US | Erstveröffentlichung: 25. Mai 1979 Original: Moon Martin (1978)                 |
| 1979 | Can We Still Be Friends Secrets                             | — | — | — | — | US52 (9 Wo.)US | Erstveröffentlichung: 16. November 1979 Original: Todd Rundgren (1978)          |
| 1980 | What’s It Take Secrets                                      | DE19 (19 Wo.)DE | — | — | — | — | Erstveröffentlichung: 2. Januar 1980                                            |
| 1980 | Johnny and Mary Clues                                       | DE7 (41 Wo.)DE | AT10 (16 Wo.)AT | CH5 (7 Wo.)CH | UK44 (8 Wo.)UK | — | Erstveröffentlichung: 8. August 1980                                            |
| 1980 | Looking for Clues Clues                                     | DE3 (26 Wo.)DE | — | CH6 (6 Wo.)CH | UK33 (9 Wo.)UK | — | Erstveröffentlichung: 31. Oktober 1980                                          |
| 1982 | Some Guys Have All the Luck Maybe It’s Live                 | DE52 (5 Wo.)DE | — | — | UK16 (8 Wo.)UK | — | Erstveröffentlichung: Januar 1982                                               |
| 1983 | You Are in My System Pride                                  | DE52 (12 Wo.)DE | — | — | UK53 (6 Wo.)UK | US78 (6 Wo.)US | Erstveröffentlichung: März 1983                                                 |
| 1983 | You Can Have It (Take My Heart) Pride                       | — | — | — | UK66 (5 Wo.)UK | — | Erstveröffentlichung: 1983                                                      |
| 1985 | Discipline of Love (Why Did You Do It) Riptide              | — | — | — | UK68 (3 Wo.)UK | US82 (5 Wo.)US | Erstveröffentlichung: 1985                                                      |
| 1986 | Addicted to Love Riptide                                    | — | — | — | UK5 Gold · (16 Wo.)UK | US1 Gold · (22 Wo.)US | Erstveröffentlichung: Januar 1986 Grammy 1987                                   |
| 1986 | Hyperactive Riptide                                         | — | — | — | — | US33 (12 Wo.)US | Erstveröffentlichung: 1986                                                      |
| 1986 | I Didn’t Mean to Turn You On Riptide                        | — | — | — | UK9 (9 Wo.)UK | US2 (22 Wo.)US | Erstveröffentlichung: 14. Juli 1986 Original: Cherrelle (1984)                  |
| 1988 | Sweet Lies Addictions: Volume 1                             | — | — | — | UK58 (4 Wo.)UK | US94 (2 Wo.)US | Erstveröffentlichung: März 1988 aus dem Film Sweet Lies                         |
| 1988 | Simply Irresistible Heavy Nova                              | DE57 (5 Wo.)DE | — | — | UK44 (4 Wo.)UK | US2 (20 Wo.)US | Erstveröffentlichung: 30. Mai 1988 Grammy 1989                                  |
| 1988 | She Makes My Day Heavy Nova                                 | — | — | — | UK6 (13 Wo.)UK | — | Erstveröffentlichung: 3. Oktober 1988                                           |
| 1988 | Early in the Morning Heavy Nova                             | — | — | — | — | US19 (15 Wo.)US | Erstveröffentlichung: Oktober 1988                                              |
| 1989 | Change His Ways Heavy Nova                                  | DE62 (4 Wo.)DE | — | — | UK28 (7 Wo.)UK | — | Erstveröffentlichung: Mai 1989                                                  |
| 1989 | Tell Me I’m Not Dreaming Heavy Nova                         | — | — | — | — | US60 (8 Wo.)US | Erstveröffentlichung: Juni 1989 Original: Jermaine feat. Michael Jackson (1984) |
| 1989 | It Could Happen to You Heavy Nova                           | — | — | — | UK71 (2 Wo.)UK | — | Erstveröffentlichung: 14. August 1989                                           |
| 1990 | I’ll Be Your Baby Tonight Don’t Explain                     | DE14 (30 Wo.)DE | AT5 (15 Wo.)AT | CH5 (19 Wo.)CH | UK6 (13 Wo.)UK | — | Erstveröffentlichung: 22. Oktober 1990 mit UB40                                 |
| 1990 | You’re Amazing Don’t Explain                                | — | — | — | — | US28 (13 Wo.)US | Erstveröffentlichung: November 1990                                             |
| 1991 | Mercy Mercy Me / I Want You Don’t Explain                   | DE33 (17 Wo.)DE | AT18 (12 Wo.)AT | — | UK9 (9 Wo.)UK | US16 (17 Wo.)US | Erstveröffentlichung: 24. Dezember 1990 Medley aus zwei Marvin-Gaye-Songs       |
| 1991 | Happiness Don’t Explain                                     | DE62 (10 Wo.)DE | — | — | — | — | Erstveröffentlichung: April 1991                                                |
| 1991 | Dreams to Remember Don’t Explain                            | — | — | — | UK68 (1 Wo.)UK | — | Erstveröffentlichung: Juni 1991                                                 |
| 1992 | Every Kinda People (Remix) Addictions: Volume 2             | — | — | — | UK43 (3 Wo.)UK | — | Erstveröffentlichung: Februar 1992                                              |
| 1992 | Witchcraft Ridin’ High                                      | — | — | — | UK50 (3 Wo.)UK | — | Erstveröffentlichung: 1992                                                      |
| 1994 | Girl U Want Honey                                           | — | — | — | UK57 (3 Wo.)UK | — | Erstveröffentlichung: 1994                                                      |
| 1994 | Know by Now Honey                                           | DE51 (24 Wo.)DE | — | — | UK25 (5 Wo.)UK | — | Erstveröffentlichung: 1994                                                      |
| 1994 | You Blow Me Away Honey                                      | — | — | — | UK38 (4 Wo.)UK | — | Erstveröffentlichung: 1994                                                      |
| 1995 | Respect Yourself –                                          | — | — | — | UK45 (2 Wo.)UK | — | Erstveröffentlichung: 1995                                                      |
| 2003 | Addicted to Love 2003 –                                     | — | — | — | UK42 (2 Wo.)UK | — | Erstveröffentlichung: 2003 Shake B4 Use vs. Robert Palmer                       |

Weitere Singles
- 1974: Sneakin' Sally Through the Alley
- 1975: Get Outside
- 1976: Give Me an Inch
- 1977: One Last Look
- 1978: You Overwhelm Me
- 1978: You're Gonna Get What's Coming
- 1979: Jealous
- 1983: Pride
- 1985: All Around the World
- 1986: Riptide
- 1986: Let Yourself in for It
- 1988: More Than Ever
- 1990: Life in Detail
- 1991: You Can’t Get Enough of a Good Thing
- 1998: The Long and Winding Road
- 1999: True Love
- 2003: TV Dinners
- 2003: Dr. Zhivago's Train

## Statistik

### Chartauswertung
|                     | DE    | AT    | CH    | UK     | US     |
| ------------------- | ----- | ----- | ----- | ------ | ------ |
| Nummer-eins-Alben   | DE—DE | AT—AT | CH—CH | UK—UK  | US—US  |
| Top-10-Alben        | DE1DE | AT—AT | CH—CH | UK4UK  | US2US  |
| Alben in den Charts | DE8DE | AT1AT | CH1CH | UK15UK | US14US |

|                       | DE     | AT    | CH    | UK     | US     |
| --------------------- | ------ | ----- | ----- | ------ | ------ |
| Nummer-eins-Singles   | DE—DE  | AT—AT | CH—CH | UK—UK  | US1US  |
| Top-10-Singles        | DE2DE  | AT2AT | CH3CH | UK5UK  | US3US  |
| Singles in den Charts | DE12DE | AT4AT | CH3CH | UK25UK | US15US |

### Auszeichnungen für Musikverkäufe
| Goldene Schallplatte - Australien - 1982: für das Album Secrets - 1991: für das Album Don’t Explain - Frankreich - 1980: für die Single Johnny and Mary - 1981: für das Album Clues - Kanada - 1981: für das Album Clues - 1986: für die Single Addicted To Love - 1990: für das Album Addictions Volume 1 - Neuseeland - 1986: für das Album Riptide - 1989: für das Album Heavy Nova - 1991: für die Single I’ll Be Your Baby Tonight | Platin-Schallplatte - Australien - 1990: für das Album Addictions Volume 1 - Kanada - 1979: für das Album Secrets - 1988: für das Album Heavy Nova - Neuseeland - 1990: für das Album Addictions Volume 1 2× Platin-Schallplatte - Australien - 1989: für das Album Heavy Nova 3× Platin-Schallplatte - Kanada - 1987: für das Album Riptide |

Anmerkung: Auszeichnungen in Ländern aus den Charttabellen bzw. Chartboxen sind in ebendiesen zu finden.
| Land/RegionAuszeichnungen für Musikverkäufe (Land/Region, Auszeichnungen, Verkäufe, Quellen) | Silber  | Gold       | Platin       | Verkäufe  | Quellen           |
| -------------------------------------------------------------------------------------------- | ------- | ---------- | ------------ | --------- | ----------------- |
| Australien (ARIA)                                                                            | —       | 2× Gold2   | 3× Platin3   | 265.000   | aria.com.au       |
| Deutschland (BVMI)                                                                           | —       | Gold1      | —            | 250.000   | musikindustrie.de |
| Frankreich (SNEP)                                                                            | —       | 2× Gold2   | —            | 600.000   | infodisc.fr       |
| Kanada (MC)                                                                                  | —       | 3× Gold3   | 5× Platin5   | 650.000   | musiccanada.com   |
| Neuseeland (RMNZ)                                                                            | —       | 3× Gold3   | Platin1      | 45.000    | Einzelnachweise   |
| Vereinigte Staaten (RIAA)                                                                    | —       | Gold1      | 4× Platin4   | 4.500.000 | riaa.com          |
| Vereinigtes Königreich (BPI)                                                                 | Silber1 | 5× Gold5   | 2× Platin2   | 1.460.000 | bpi.co.uk         |
| Insgesamt                                                                                    | Silber1 | 17× Gold17 | 15× Platin15 |           |                   |